# Pterolophia nigromaculipennis
Pterolophia nigromaculipennis är en skalbaggsart som beskrevs av Stefan von Breuning 1968. Pterolophia nigromaculipennis ingår i släktet Pterolophia och familjen långhorningar. Inga underarter finns listade i Catalogue of Life.